# Degenfeld-Schonburg-kastély (Téglás)
A Degenfeld-Schonburg-kastély Tégláson, Hajdú-Bihar vármegyében található, a Tiszántúl legnagyobb kastélya. Építtetője Debrecen város császári, királyi tanácsosa, Bek Pál földbirtokos, földmérő szakember, akinek tizenegyezer holdas birodalma volt a keleti országrészben Tokajtól Debrecenig. A birtok az egyik Bek lány házassága révén került a svájci-szász származású Degenfeld-Schonburg grófi család Erdélybe elvándorolt ágának tulajdonába.
A kastélyt a második világháború utáni hosszú pusztulást hozó időszakot követően 2002-ben egy magánbefektető vásárolta meg azzal a szándékkal, hogy felújítja az épületet és gyógyszállót alakít ki benne a helyi termálvízre alapozva. Később a befektető forráshiányra hivatkozva nem teljesítette vállalt ígéreteit. A kastélyt és parkját 2010 nyarán óriási erejű vihar tépázta meg, amely további állagromláshoz vezetett.
Végül több mint 200 év elteltével nyerte vissza szépségét a klasszicista stílusú, romantikus jegyeket is magán viselő kastély és kertje. Felújítását új tulajdonosai kezdték el 2013-ban saját erő felhasználásával és európai uniós támogatással. Az első ütemben helyreállították a homlokzatot és a földszint belső tereit, majd tóparti vendégházat és rendezvényközpontot alakítottak ki. Megújult a botanikus kert és a tízhektáros kastélykert is, ahol idővel tanösvényt alakítottak ki.

## Története
A Degenfeld-Schonburg-kastély építtetője Bek Pál báró volt, aki a tokaji evangélikus lelkész fiaként korában szokatlan karriert futott be. Ő volt az, aki először feltérképezte és fölmérte a Tiszántúlt. Érdemei elismeréseként kapta I. Ferenc császártól a bárói rangot és Téglást, valamint a Bököny egy részét. A királyi ajándékot abban az időben meg kellett vásárolnia az adományozottnak. Ebből adódóan a Király a Királyi Értékbecslő Társasággal felmérette a két település értékét és a királyi értékbecslő 62 058 Ft-ban állapította meg a két település értékét. Melyet Bek Pál kipótolt egyharmad összeggel, hogy biztosan ő nyerje el a két települést.
Bek korának egyik legműveltebb embere volt. 1804-ben építette a kastélyt a nagyközség lakott területének nyugati határán egy enyhén kiemelkedő magaslaton egy angol vidéki királyi kastély mintájára, mely felépülvén Kazinczy tetszését is megnyerte, így dicsérte: „Oly szép, hogy a szemlélőt pallérozza!”
A kastély a társasági élet jeles központja lett, kedvelt találkozóhelye a magyar kultúra nagyjainak, Kazinczy mellett Csokonainak és Kölcseynek; de vendégeskedtek ott olyan történelmi személyiségek is, mint Széchenyi István, vagy a szabadságharcos Rakovszky Samu és Nagy Sándor József, csakúgy, mint később Tisza Kálmán Magyar Királyság miniszterelnöke és fia, Tisza István is aki szintén Magyar Királyság miniszterelnöke volt két alkalommal is.
Bek felesége a baktalórántházi Bárczay Anna lett, sok gyerekük született. Egyik lányukat, Zsuzsanna Paulinát a Hajdúhadházon állomásozó császári ulánus ezred főhadnagya, gróf Degenfeld-Schonburg Imre vette feleségül, aki később Kossuth Szabolcs vármegyei kormánybiztosa lett. Miután téglási jobbágyait felszabadította, azokból alakult meg az I. szabolcsi nemzetőr zászlóalj. Degenfeld-Schonburg Imre 1880 körül építtette át a kastélyt klasszicista stílusban. A nyugati homlokzat közepére egy kocsi-aláhajtót építettek, a déli homlokzat közepén, az emeleti szobából egy kijárót nyitottak a kovácsoltvas erkélyre, valamint hagyományosan barokk cour d'honneur stílusban díszítették az épület teljes homlokzatát, csakúgy mint a keleti terasz és lépcső öntöttvas korlátait, a korabeli divatnak megfelelően.
A XX. század során hányattatott sorsából adódóan sokat vesztett jellegéből, ugyanis volt itt a második világháború alatt SS tábori kórház, orosz tiszti és legénységi szálláshely és istálló, AVH szálláshely, börtön, kulturális intézmény és gyermekmenhely is. A barokk lovardában un. "Sernevál" (sertéshizlalda), más gazdasági épületeiben TSZ gépjavító műhely, míg angolkertjében marhalegelő és salakos röplabdapálya volt..

## A kastélypark
A kastélyt körülvevő angolkertet gróf Degenfeld-Schonburg Géza Gusztáv alakíttatta ki a 19. század végén. Az üvegházban 3000 fajta növényt ápoltak és gondoztak a főkertész vezetésével. A kert 1953 óta természetvédelem alatt áll. A kert érdekessége, hogy a külföldről hozatott különleges fafajtákat a Nyírség őshonos fái közé telepítették, így tulajdonképpen botanikus kertet alakítottak ki. A 131 hektár kiterjedésű terület fő jellemzője az őshonos kocsányos tölgyes, de összesen mintegy 60 fafajtát találhatunk itt, például az amerikai vagy fekete diót, ezüst hársat, jegenyefenyőt, óriás olasz nyárfát, platánféléket, tulipánfát, vasfát, s különböző cserjeféléket, mint fagyalt, gyöngycserjét és sóskaborbolyát. 2010 nyarán a hatalmas erejű vihar nem kímélte a kastélyparkot sem, az értékes növények több mint fele elpusztult.